# Anopheles sanctielii
Anopheles sanctielii este o specie de țânțari din genul Anopheles, descrisă de Georges Senevet și Emile Abonnenc în anul 1938.
Este endemică în French Guiana. Conform Catalogue of Life specia Anopheles sanctielii nu are subspecii cunoscute.